# گاه‌شماری جلالی
گاه‌شماری جلالی این تقویم جهان هماهنگ با سال اعتدالی و مبنای گاهشماری ایرانی از سده پنجم خورشیدی بدین سو است.
امروز: ۲۱ اسد (مرداد) سال ۹۴۷ جلالی باستانی سلطانی برابر با ۱۷ مرداد ۱۴۰۴ خورشیدی است.

## تاریخچه و ویژگی‌ها
گاه‌شماری جلالی در راستای اصلاح و محاسبه دقیق گاهشماری ایرانی و در پی گاه‌شماری یزدگردی به وجود آمد. بی‌توجهی به اجرای کبیسه‌گیری گاهشماری یزدگردی از سال ۳۷۵ یزدگردی (۱۰۰۶ میلادی) تا اوایل دوران جلال‌الدوله ملکشاه سلجوقی موجب شده بود، نوروز هجده روز نسبت به زمان واقعی جابجا شود؛ و اعتدال بهاری به جای اول فروردین با نوزدهم فروردین منطبق شود. از این رو با حذف هجده روز آغاز فروردین و اعمال آن به عنوان کبیسه در پایان سال ۴۴۷ یزدگردی و قرار گرفتن موقعیت ورود خورشید به نقطه اعتدال بهاری در سرآغاز سال، گاهشماری جلالی شکل گرفت.
گاهشماری جلالی را برخی از ریاضی دانان ایرانی از جمله حکیم عمر خیام، ابوحاتم مظفر اسفزاری، ابوالعباس لوکری، محمد بن احمد معموری، میمون بن نجیب واسطی، ابن کوشک بیهقی مباهی و در رأس آنان ابوالفتح عبدالرحمان منصور خازنی در ۳ رمضان ۴۷۱ هجری قمری تدوین کردند. کار تدوین این تقویم در دورهٔ جلال‌الدین ملکشاه سلجوقی با فرمان خواجه نظام‌الملک و محل رصد آن شهرهای اصفهان (پایتخت سلجوقیان)، ری و نیشابور ذکر شده است.
گاهشماری جلالی تا پیش از مشروطه در ایران رسمیت نداشت و با تغییراتی از جمله در مبدأ و اسامی و طول ماه‌ها در قالب تقویم هجری خورشیدی برجی از سال ۱۳۲۹ هجری قمری برابر با ۱۲۸۹ هجری خورشیدی در ایران به کار رفته و سپس با تغییراتی در قالب تقویم هجری خورشیدی در سال ۱۳۰۴ خورشیدی کلیات آن به همراه نام‌های فارسی برای ماه‌ها و تعدیل طول ماه‌ها به تصویب مجلس شورای ملی گاه‌شماری رسمی ایران شد. گاهشماری ایران و گاهشماری افغانستان بر پایه گاهشماری جلالی ساخته شده‌اند ولی هم درازای ماه‌هایشان و هم آغاز تاریخشان با گاهشماری جلالی دگرگونی دارد.

## سال مبدأ گاه‌شماری
سال مبدأ گاه‌شماری جلالی، سال جلوس ملکشاه بر تخت سلطنت است که تفاضل آن با گاه‌شماری هجری خورشیدی ۴۵۷ سال می‌باشد.

## روز سرآغاز گاه‌شماری
روز سرآغاز این گاه‌شماری، اول فروردین سال ۱ جلالی (۴۵۸ هجری خورشیدی)، برابر نهم رمضان سال ۴۷۱ هجری قمری قراردادی (دهم رمضان سال ۴۷۱ هجری قمری هلالی) و مطابق با ۱۵ مارس ۱۰۷۹ میلادی جولیانی (۲۱ مارس ۱۰۷۹ میلادی گرگوری) است. در این گاهشماری روز اول سال طوری تنظیم شده است که با برابری بهاری که نوروز نامیده می‌شود، همگام شود و در پایان سال‌ها ۳۶۵ یا ۳۶۶ روز دارند.

## لحظه تحویل سال
نوروز، روزی است که خورشید تا زمان عبور از نصف‌النهار محل (ظهرهنگام) به نقطه اعتدال بهاری رسیده باشد.

## تقسیمات
طبق تقویم‌های استخراج شده، طول ماه‌های آن مانند گاه‌شماری یزدگردی ۳۰روزه با ۵روز افزوده و ماه‌ها با همان اسامی (فروردین تا اسفند با پسوند جلالی یا سلطانی) و روزها با عددشماری بوده است. اما طبق بعضی نظرها برای ماه‌ها و روزها، نام‌هایی جدید نیز ذکر شده است. یا طول ماه‌ها براساس توقف نسبی خورشید در برج‌ها بین ۲۹ تا ۳۲ روزه نیز دانسته شده است که از مشخصه‌های گاه‌شماری هجری خورشیدی برجی به دست آمده از جلالی نیز می‌باشد.
در طول ماه‌های جلالی اقوال مختلف است. بر حسب آنچه در زیج سنجری آمده طول ماه‌ها مطابق توقف آفتاب در بروج دوازده‌گانه بوده و هر یک از شش ماه اول سال ۳۱ روز بوده الاخردادکه ۳۲ روز بوده و باقی همه سی روزه بود به جز آذر و دی که ۲۹روزه و به جز اسفندارمذ در سال‌های کبیسه که ۳۱ روزه بوده است.

## کبیسه‌گیری
کبیسه‌گیری گاه‌شماری جلالی در برابرسازی ماه‌های سال با حرکت واقعی خورشید در منطقه‌البروج و نیز محاسبه سال و تطبیق سرآغاز آن با نقطه اعتدالی، در مقایسه با سایر گاه‌شماری‌های خورشیدی، از جمله گاه‌شماری میلادی به‌مراتب دقیقتر است. چراکه تقویم جلالی علاوه بر کبیسه‌های معمول چهارساله از کبیسه پنج ساله نیز بهره می‌برد. دربارهٔ روش کبیسه‌گیری جلالی نظرهای متفاوتی وجود دارد و بیشتر عقیده بر این است که در آغاز امر روشی خاص اعمال نشده و سال‌های کبیسه در آن مانند تقویم رسمی کنونی ایران ثابت نبوده و کبیسه کردن مطابق با نتایج رصد سالانه بوده است.
طبق کبیسه‌های پیشنهاد شده از جمله زیج ایلخانی تقویم جلالی دارای یکدوره ۱۲۸ ساله با جمعاً ۳۱ روز کبیسه است. هر دوره کبیسه‌گیری ۱۲۸ ساله شامل یک زیرْدورهٔ ۲۹ ساله و سه زیردوره ۳۳ ساله است؛ که هر زیرْدوره یک کبیسه با فاصله پنج ساله در آغاز، پیش از کبیسه‌های چهارساله دارد. با این شیوه کبیسه‌گیری، سال جلالی ۳۶۵٬۲۴۲۱۸۷۵ روز و میزان دقت آن یک روز در هر ۸۸٬۵۷۴ سال می‌باشد. و در کبیسه‌گیری پیشنهادی ذبیح بهروز دوره بزرگ ۲۸۲۰ ساله وجود دارد که مورد توجه احمد بیرشک نیز قرار گرفته است. در طی این دوره بزرگ ساعت تحویل سال تکرار می‌شود؛ و شامل ۲۲ دوره ۱۲۸ ساله سابق به‌علاوه یک کبیسه چهارسالی است. در نتیجه دوره بزرگ یک زیردوره ۳۷ ساله در انتها دارد. در این شیوه سال خورشیدی ۳۶۵٬۲۴۲۱۹۸۵۸ روز و میزان دقت آن یک روز در هر ۴۷۶۱۹۰۵ سال می‌باشد؛ که شیوه اخیر دقیقترین کبیسه‌گیری سال خورشیدی می‌باشد. گاهشماری جلالی را در هماهنگی با سال اعتدالی دقیق‌ترین گاهشماری جهان دانسته‌اند. در برابر تقویم اروپایی که در هر ۳۲۲۶ سال یک روز خطا دارد، گاهشماری جلالی در هر ۱۱۶۵۲۹ سال یک روز خطا دارد.

## تقویم ایرانی
تقویم ایرانی برگرفته از گاهشماری جلالی به‌طور رسمی در ایران و نواحی مجاور آن استفاده می‌شود. یک تقویم خورشیدی است که به دقت از فصل‌های نجومی تبعیت می‌کند، بنابراین به دانستن زمان دقیق اعتدال بهاری نیاز داریم.
قوانین این تقویم ساده‌اند. سال‌ها ۱۲ ماه دارند که از هجرت پیامبر از مکه به مدینه در سال ۶۲۲ بعد از میلاد شروع شده‌اند. یک سال جلالی در اولین روز بهار نجومی یا در روز بعد از آن که به ترتیب منطبق با این است که لحظه اعتدالی قبل یا بعد از ظهر حقیقی به وقت تهران (تقریباً حدود ۱۲:۰۷) اتفاق بیفتد، شروع می‌شود. در۶ ماه اول سال همه ماه‌ها۳۱ روز و در ۶ ماه دوم در یک سال کبیسه همه ۳۰ روز دارند. در سال‌های معمولی (غیر کبیسه) آخرین ماه سال ۲۹ روزه است؛ بنابراین هر فصل با ۳ ماه متوالی منطبق است.
انتظار می‌رود که تقریباً هر چهار سال در تقویم ایرانی یک سال کبیسه باشد و این نظم مشهور در تقویم خورشیدی است. به علاوه معمولاً بعد از هر ۳۲ سال (بعضی اوقات بعد از ۲۸ یا ۳۶) یک سال معمولی اضافه می‌شود یعنی به جای ۳ سال متوالی، ۴ سال متوالی ۳۶۵ روزاست.
در دوره پهلوی برای چند سالی مبدأ تاریخ ایران ۱۱۸۰ سال به عقب رفته و تاجگذاری کوروش تعیین گردید.